# Verdrag van Brugge (1375)
Het Verdrag of de Wapenstilstand van Brugge was een op 27 juni 1375 ondertekende wapenstilstand voor een jaar, die vervolgens op 12 maart 1376 tot 24 juni 1377 verlengd werd. Koning Karel V van Frankrijk behield de tijdens zijn verschillende militaire operaties veroverde gebieden. Het hertogdom Bretagne werd overgedragen aan Frankrijk, met uitzondering van Brest, Auray en Berval die in het bezit bleven van Jan IV van Bretagne.

## Context
De tweede fase van de Honderdjarige Oorlog was in het voordeel van de Fransen uitgedraaid. In totaal had de Franse koning, Karel V tussen 1369 en 1375 al bijna alle eerder gedane concessies aan de Engelsen en Engelse grondgebieden in Frankrijk nog voor het begin van de oorlog heroverd, met uitzondering van Calais, Cherbourg, Brest, Bordeaux, Bayonne en een paar forten in het Centraal Massief. Maar op dit punt stootte Karel V op het verzet van de inwoners van Bordeaux, die vooral uit commerciële overwegingen anglofiel waren (zij exporteren namelijk hun wijn  massaal naar Engeland). Omdat zijn hele strategie erop was gebaseerd om eerst de harten en vervolgens het grondgebied te veroveren, wenste hij niet een stad over te nemen die klaar stond om bij de minste gelegenheid in opstand te komen. De weg stond nu open om eindelijk in Brugge te onderhandelen over een verdrag om een einde te maken aan de oorlog door de erkenning van de Franse soevereiniteit over de heroverde gebieden.

## De plaats
Brugge, die voor haar lakenindustrie erg afhankelijk was van de Engelse wolimport, was een pro-Engelse stad op Frans grondgebied. Omdat de stad voor de Engelsen makkelijk te bereiken was, was het een geschikte neutrale plaats voor onderhandelingen te voeren. Filips de Stoute, hertog van Bourgondië en schoonzoon van de graaf van Vlaanderen, Lodewijk van Male, was als belangrijkste onderhandelaar door de Fransen afgevaardigd. Hij werd bijgestaan door een groep raadsleden van Karel V: de bisschop van Amiens, Jean de La Grange, Hugo de Châtillon, heer van Dampierre en Roullamcourt en maistre des arballestiers (meester van de kruisboogschutters), de graaf van Tancarville (Bertrand du Guesclin), de graaf van Saarbrücken (Jan IV van Saarbrücken-Commercy), Arnaud de Corbie (de eerste voorzitter van het Parlement van Parijs), Bureau de La Rivière (grootkamerheer van Frankrijk), Johan Harlaston, Johan Shepeye docteur en loys, Enguerran Dendiu, heer van Chastiamullan, en Nicolas du Bosc. Aan de kant van de Engelsen trad de hertog van Lancaster, Jan van Gent, op als vertegenwoordiger van zijn vader, koning Eduard III.

## De onderhandelingen
Filips de Stoute organiseerde weelderige banketten en steekspelen voor de afgezanten, waarna op 25 maart de eerste onderhandelingssessie van start ging in de Sint-Donaaskathedraal. Deze eerste onderhandelingen eindigden met twee verdelingsplannen voor Guyenne, die door Filips de Stoute, nadat hij het advies van zijn raad had ingewonnen, werden verworpen omdat deze verdelingsplannen zouden neerkomen op de erkenning van de soevereiniteit van de Engelse koning over een deel van het Franse grondgebied. Onder invloed van paus Gregorius XI werd evenwel op 1 juli 1375 een wapenstilstand ondertekend, die tot in juni 1377 zou duren.
Een tweede sessie werd van december 1375 tot eind maart 1376 in Brugge gehouden. De pauselijke legaten stelden, om de netelige soevereiniteitskwestie te omzeilen, een veertig jaar durende wapenstilstand voor, hetgeen door beide partijen werd afgewezen: door de Engelsen omdat Bretagne nog steeds werd bezet door de troepen van Karel V en door de Fransen omdat deze er ook Castilië in wensten te betrekken om de troon van koning Hendrik II van Castilië te vrijwaren van de aanspraken van Jan van Gent.
De derde sessie werd in juli 1376 geopend en deze keer geleid door de raadgevers van de koning. Karel V stelde voor de soevereiniteit van Eduard III over de gebieden van Guyenne ten zuiden van de Dordogne te erkennen, Agenais, Bigorre, Quercy en Bazadais aan hem over te dragen en de 1 200 000 franken die men nog steeds verschuldigd was als losgeld voor Jan II de Goede uit te betalen in ruil voor Calais én op voorwaarde dat dit nieuwe hertogdom Guyenne zou blijven deel uitmaken van het Franse koninkrijk (hij weigerde dan ook met maar enige vorm van soevereiniteitsafstand in te stemmen). Hierdoor zou er ook stilzwijgend met worden ingestemd dat Eduard III, of zijn opvolgers als hertog van Guyenne, hommage moesten doen aan de koning van Frankrijk, dat tegen alle juridische beslissingen van de hertog konden worden herroepen door het Hof van Parijs en dat het hertogdom eventueel kon worden geconfisqueerd. Eduard III weigerde hiermee in te stemmen, maar zou op 21 juni 1377 overlijden. De vijandigheden zouden hierop terug worden hernomen.